# Stockholmsåsen
Stockholmsåsen är en cirka 60 kilometer lång rullstensås i södra Uppland och nordöstra Södermanland i Stockholms län i Sverige. Åsen sträcker sig från Östuna kyrka förbi Arlanda och Gamla Stan till Jordbro och Västerhaninge. 
Den del av Stockholmsåsen som ligger på Norrmalm i Stockholm kallas Brunkebergsåsen. 

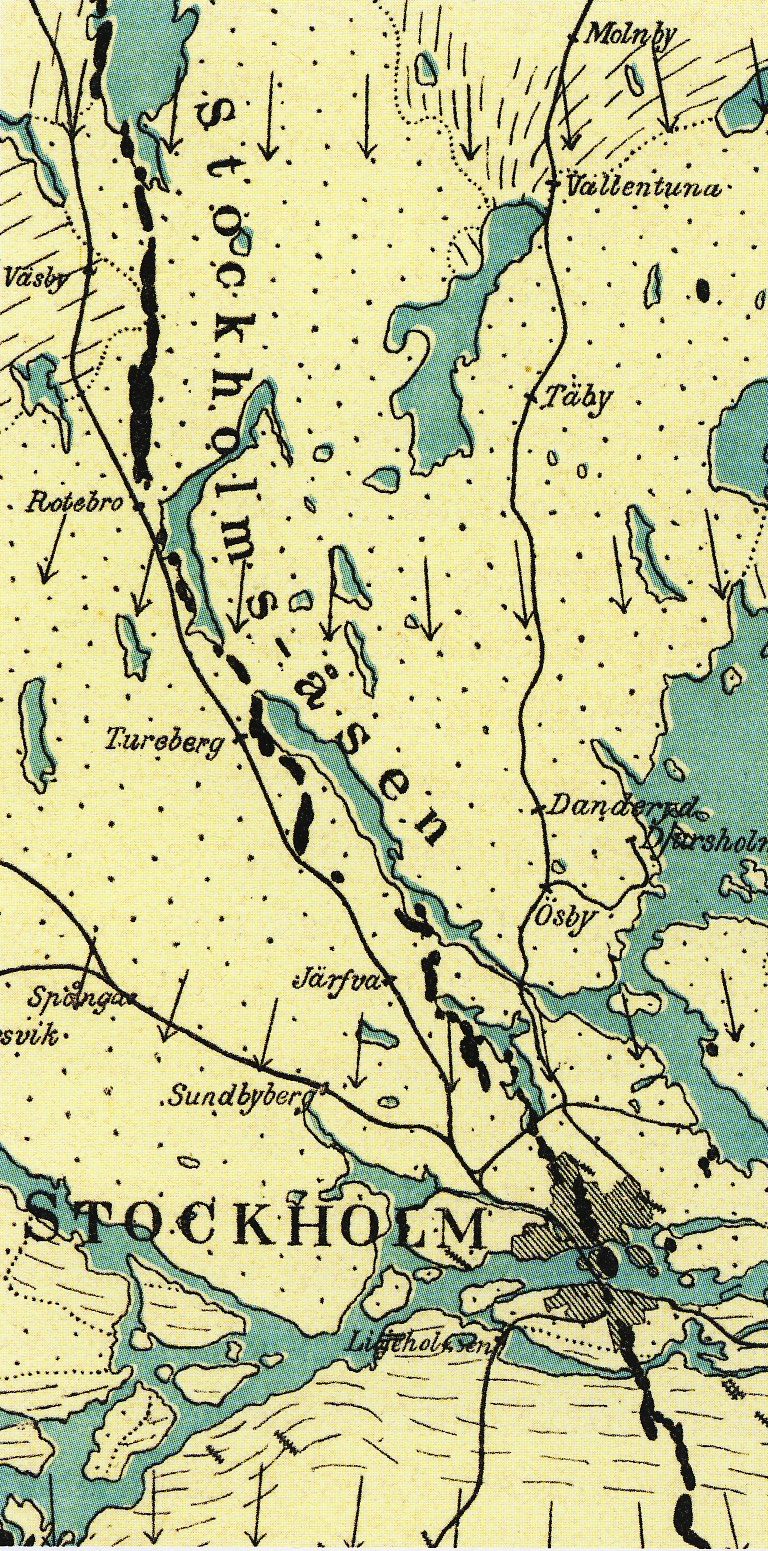
Stockholmsområdets berggrund och rullstensåsar enligt geologen Gerard De Geer 1897. Norr är uppåt.